# Condado de Restigouche (Novo Brunswick)
O Condado de Restigouche é um dos quinze condados da província canadense de New Brunswick.